# Молодые платформы
Молодые платформы — платформы с фанерозойским фундаментом. Для них характерно наличие промежуточного структурного этажа. Молодые платформы занимают около 5 % площади континентов и располагаются между древними платформами либо у них на периферии.
Располагаются либо по периферии материков, либо между древними платформами (Западно-Сибирской между Восточно-Европейской и Сибирской). Фундамент слагается в основном фанерозойскими осадочно-вулканогенными породами, которые подвергаются метаморфизму зеленосланцевой фации, граниты и другие интрузивные образования играют подчинённую роль. Фундамент называется складчатым, но от осадочного чехла отличается высокой дислоцированностью. В зависимости от возраста складчатости эти платформы различаются на эпикаледонские, эпигерцинские и эпикиммерийские. Осадочный чехол молодых платформ представлен отложениями мела. Нередко между фундаментом и чехлом выделяют промежуточный комплекс, выполняющий отдельные впадины. От фундамента отличается слабой дислоцированностью и отсутствием гранитов, а от чехла отделяется несогласием. К этому комплексу относятся образования двух типов:
- осадочное моласовое или моласово-вулканическое выполнение межгорных впадин последнего орогенного этажа развития подвижного пояса, предшествовавшего образованию платформы;
- обломочное или вулканическо-обломочное выполнение рифтовых грабенов, образованных на стадии перехода от оргенного этапа развития к раннеплатформенному.

Молодые платформы значительно больше покрыты осадочным чехлом чем древние. Максимальная мощность (больше 10 км.) осадочного чехла приурочена к участкам аномального строения фундамента, где кора имеет мощность менее 15-20 км.